# Ławeczka Sophie Caroline Auguste Tilebein w Szczecinie
Ławeczka Sophie Caroline Auguste Tilebein w Szczecinie – uliczny pomnik niemieckiej artystki Sophie Caroline Auguste Tilebein, mieszczący się w Szczecinie przy skrzyżowaniu ulic Robotniczej i Dębogórskiej, na skraju parku, gdzie kiedyś znajdowała się rezydencja państwa Tilebein.
Rzeźba została wykonana z brązu, jej autorem jest Marian Molenda.
Pomnik wykonano dzięki dofinansowaniu ze Szczecińskiego Budżetu Obywatelskiego. O przyznaniu środków na ten cel poinformowano 22 grudnia 2021 roku. Pomysłodawcą był Arkadiusz Lisiński. 5 września 2023 roku Rada Miasta Szczecina podjęła uchwałę w sprawie wyrażenia zgody na wzniesienie pomnika. Prace nad wykonaniem rzeźby zakończono w grudniu 2023 roku.

## Opis
Instalacja składa się z ławki oraz siedzącej na niej   z brązu w naturalnym rozmiarze Sophie Caroline Auguste Tilebein, ubranej w strój z epoki, trzymającej w jednej rece zapis nutowy dedykowanego jej utworu Carla Loewego, którego wspierała, w drugiej ręce akt powołania fundacji Tilebein Stiftung, którą założyła, a której celem była pomoc ubogim dziewczętom.